# 3-メチル-2-ヘキセン酸
3-メチル-2-ヘキセン酸は、化学式C7H12O2で表される短鎖脂肪酸の一種。本項では主にトランス型のtrans-3-メチル-2-ヘキセン酸（英: trans-3-Methyl-2-hexenoic acid (TMHA)）について述べる。

## 生成
TMHAは、白人およびアジア人のアポクリン腺より分泌される汗に含まれ、腋臭症の原因物質となる。ヘキサン酸の別名であるカプロン酸の語源がヤギからきていることが示すように、ヘキサン酸はヤギの体臭様の臭気を持つ。白人男性の腋の下より生じるTMHAは顕著な匂いを持つ。

## 発見
腋臭症の原因物質の研究において、3-メチル-2-ヘキセン酸は古い雑巾のような脂肪酸臭をもたらす成分として1991年にアメリカのモネル研究所より報告された。3-メチル-2-ヘキセン酸とグルタミンが結合した分泌物が、皮膚の細菌により分解されて臭気が発生するメカニズムは、2003年にスイスのジボダン社より報告された。その他の腋臭症の原因物質として、スパイス臭をもたらす3-ヒドロキシ-3-メチルヘキサン酸は2002年、硫黄臭をもたらす3-メチル-3-スルファニルヘキサン-1-オールは2003年に、いずれも花王より報告されている。
小説『羊たちの沈黙』の作中で、精神科医で猟奇殺人犯のハンニバル・レクターによる「精神分裂病患者特有の体臭だ」との台詞があるが、実際にこの疾患で3-メチル-2-ヘキセン酸の臭気が生じるかは疑わしいようである。